# 천영세
천영세(千永世, 1943년 8월 20일 대전 ~ )는 대한민국의 노동운동가이자 정치인이다.

## 학력
- 회덕초등학교
- 보문중학교
- 대전보문고등학교
- 고려대학교 사회학 학사

## 경력
- 1971년 고려대 노동문제연구소 연구원
- 1973년 전국화학노동조합에서 활동을 시작하여 기획실장 역임
- 1974년 크리스찬 아카데미 산업사회교육위원
- 1979년 한국노동조합총연맹 정책위원
- 1986년 한국노동교육협회 사무국장
- 1990년 전국노동조합협의회 상임지도위원
- 1992년 민주주의민족통일전국연합(전국연합) 공동의장(노동부문 대표)
- 1995년 한국노동사회연구소 이사(현재까지)
- 1995년 전국민주노동조합총연맹(민주노총) 지도위원(현재까지)
- 전국연합 의장과 민주노총 지도위원 자격으로 2000년 1월 민주노동당을 창당하는 데 주도적인 역할을 했다.
- 2000년 민주노동당 사무총장
- 2002년 민주노동당 부대표
- 2004년 4월 민주노동당 비례대표 국회의원이 되었다.

## 역대 선거 결과
| 실시년도 | 선거   | 대수 | 직책     | 선거구   | 정당       | 득표수       | 득표율          | 순위         | 당락 | 비고 |
| -------- | ------ | ---- | -------- | -------- | ---------- | ------------ | --------------- | ------------ | ---- | ---- |
| 2004년   | 총선   | 17대 | 국회의원 | 비례대표 | 민주노동당 | 2,774,061 표 | \| \| 13.03% \| | 비례대표 4번 |      | 초선 |
|          | 13.03% |      |          |          |            |              |                 |              |      |      |